# Montagnac-sur-Auvignon
Montagnac-sur-Auvignon (okzitanisch: Montanhac sus Auvinhon) ist eine französische Gemeinde mit 641 Einwohnern (Stand: 1. Januar 2022) im Département Lot-et-Garonne in der Region Nouvelle-Aquitaine (vor 2016 Aquitaine). Die Gemeinde gehört zum Arrondissement Nérac und zum Kanton L’Albret. Die Einwohner werden Montagnacais genannt.

## Geografie
Montagnac-sur-Auvignon liegt etwa 15 Kilometer westsüdwestlich von Agen. Umgeben wird Montagnac-sur-Auvignon von den Nachbargemeinden Montesquieu im Norden, Sérignac-sur-Garonne im Nordosten, Sainte-Colombe-en-Brulhois im Osten und Nordosten, Moncaut im Osten und Südosten, Saumont im Süden, Calignac im Südwesten sowie Espiens im Westen.

## Bevölkerungsentwicklung
| Jahr                       | 1962 | 1968 | 1975 | 1982 | 1990 | 1999 | 2006 | 2018 |
| Einwohner                  | 551  | 513  | 457  | 445  | 476  | 497  | 561  | 635  |
| Quellen: Cassini und INSEE |      |      |      |      |      |      |      |      |

## Sehenswürdigkeiten
- Kirche Notre-Dame aus dem 13. Jahrhundert, seit 1929 Monument historique
- Schloss Saint-Loup aus dem 19. Jahrhundert

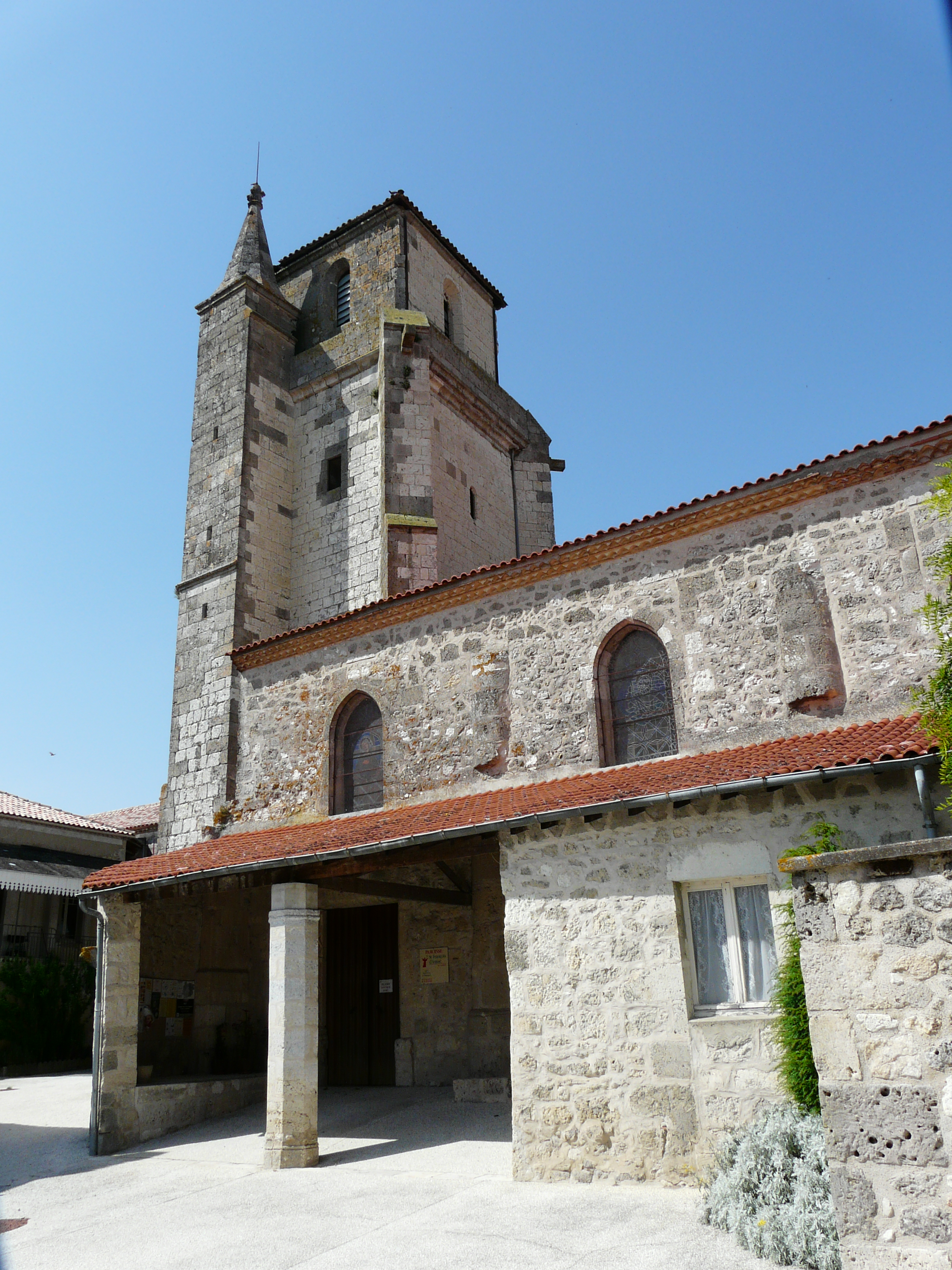
Kirche Notre-Dame

- Schlösser von Peyrecave